# کارو (فیلم ۱۳۹۸)
کارو فیلمی به کارگردانی احمد مرادپور، نویسندگی فهیمه سلیمانی و تهیه‌کنندگی حسین صابری محصول سال ۱۳۹۸ است. این فیلم در سی و نهمین دوره جشنواره فیلم فجر حضور داشت. این فیلم محصول سازمان هنری رسانه‌ای اوج است، فیلم کارو مربوط به زمان جنگ ایران و عراق است که به دلیل شرایط دشوار فیلمبرداری در منطقه کوهستانی استان اردبیل و شرایط نامساعد جوی، نتوانست در جشنواره سال گذشته شرکت کند. 

## خلاصه داستان
فیلم کارو روایتگر یک کشتی‌گیر نوجوان اهل کرمانشاه به نام کارو است که پس از سال‌ها تلاش و تمرین، به تیم ملی کشتی دعوت می‌شود. او در مواجهه با سختی های زندگی و موانع متعدد، به حمایت بی‌دریغ مادری فداکار و از خودگذشته متکی است. این فیلم با در هم آمیختن روایتی عاطفی با مضمونی ورزشی، می‌کوشد پیچیدگی‌های روابط انسانی و خانوادگی را به تصویر بکشد. کارو، در میان آشفتگی‌های زندگی با مشکلات مختلفی روبرو می‌شود و مادرش نقش محوری در حمایت او ایفا می‌کند. در طول این سفر، مادر حامی پسرش باقی می‌ماند و با هر چالشی که پیش می‌آید، مقابله می‌کند. 

## اکران
اکران آنلاین این فیلم از سه‌شنبه، ۲۵ دی ماه  ۱۴۰۳ آغاز شد. این فیلم در پلتفرم‌های هاشور، روبیکا، آپرا، شاد، تماشاخونه و سینما همراه در دسترس قرار گرفت. اکران آنلاین به مخاطبان این امکان را داده است که از هر نقطه‌ای از ایران این فیلم را تماشا کنند. 

## بازیگران
- حامد احمدجو
- مرتضی شاه‌کرم
- اسماعیل موحدی
- حمیدرضا حجابی‌زاده
- پیمان نوری
- مجتبی حسینی
- شب‌بو سلیمانی
- ژیار محمدزاده
- الینا باشنگ[۸]

- مریلا زارعی
- پیمان مقدمی
- حبیب پاینده